# カニバル (1977年の映画)
『カニバル』（原題：Ultimo mondo cannibale）は、イタリアの映画監督、ルッジェロ・デオダートによるホラー映画である。1977年に製作され、日本では1977年7月23日に成人映画として公開された。

## 解説
ウンベルト・レンツィの『怪奇! 魔境の裸族』に影響を受け、イタリアの監督ルッジェロ・デオダートが挑んだ作品。

## ストーリー
1974年、石油開発技師のロバート、ラルフ、スワン、チャーリーの4人が乗るセスナ機が、ミンダナオ島の密林地帯に不時着する。しかし何者かによってスワンが連れ去られ、チャーリーが原住民に殺され、ラルフとはぐれて一人になったロバートは、食人族に捕らえられてしまう。
彼らの野蛮で残酷な儀式を目の当たりにしながらも、ロバートは食人族の娘・プーランに気に入られる。彼女を利用してロバートは脱出。ラルフと共にセスナに向かうが、食人族の執拗な追跡に遭い、捕まったプーランは殺され、ラルフも槍に刺されてしまう。
ロバートは追撃してくる食人族の一人を殺すと、その内臓を掴み出して、目の前で食べてみせる。それで一人前の戦士と認められたのか、食人族の襲撃が止まった。ロバートは瀕死のラルフを背負ってセスナに乗り込むと、悪夢の密林地帯を後にするのだった。

## スタッフ
- 監督：ルッジェロ・デオダート
- 製作：ジョルジオ・カルロ・ロッシ
- 脚本：ティト・カルピ、ジャンフランコ・クレリチ、レンツォ・ジェンタ
- 音楽：ウバルド・コンティニエッロ

## キャスト
- ロバート・パーマー：マッシモ・フォッシ
- プーラン：メ・メ・レイ
- ラルフ：アイヴァン・ラシモフ
- スワン：ジュディ・ロスリー
- チャーリー：シーク・ラザック・シクル

## こぼれ話
- 本作は、1974年に実際に起きた事件という触れ込みで公開されたが、実話ではない。
- 配給会社は「撮影中に使われた豚の血が原住民を刺激し、夜中にカメラマンが襲われて喰われた」「監督は精神病院に入院している期間のほうが長い」云々と宣伝していた。
- 第二班の助監督として、ランベルト・バーヴァが加わっている。